# Кырчма
Кырчма́ — река в России. Берёт начало в Унинском районе Кировской области, далее течёт по Селтинскому и Сюмсинскому районам Удмуртии. Устье реки находится в 144 км по правому берегу реки Кильмезь. Река впадает двумя протоками выше села Пумси. Высота устья — 96,0 м над уровнем моря.
Длина реки составляет 52 км, площадь водосборного бассейна 429 км². Средний уклон составляет 1,3 м/км. Скорость течения составляет 0,1 — 0,2 м/с. Ширина русла в низовьях достигает 14 — 16 м, глубина колеблется от 1,1 — 2,0 м в верховьях до 0,5 — 0,8 м в низовьях.
Поблизости от реки находятся деревни Черпашур, Бибаны, Рысай, Верхняя Кырчма, Кырчма.

## Притоки (км от устья)
- 16 км: река Вьюк (пр)
- 25 км: река Пыжья (пр)
- 33 км: река Покса (пр)
- 36 км: река Жинья (лв)
- река Ильча (лв)

## Данные водного реестра
По данным государственного водного реестра России относится к Камскому бассейновому округу, водохозяйственный участок реки — Вятка от водомерного поста посёлка городского типа Аркуль до города Вятские Поляны, речной подбассейн реки — Вятка. Речной бассейн реки — Кама.
Код объекта в государственном водном реестре — 10010300512111100038828.